# Pierre Chapo

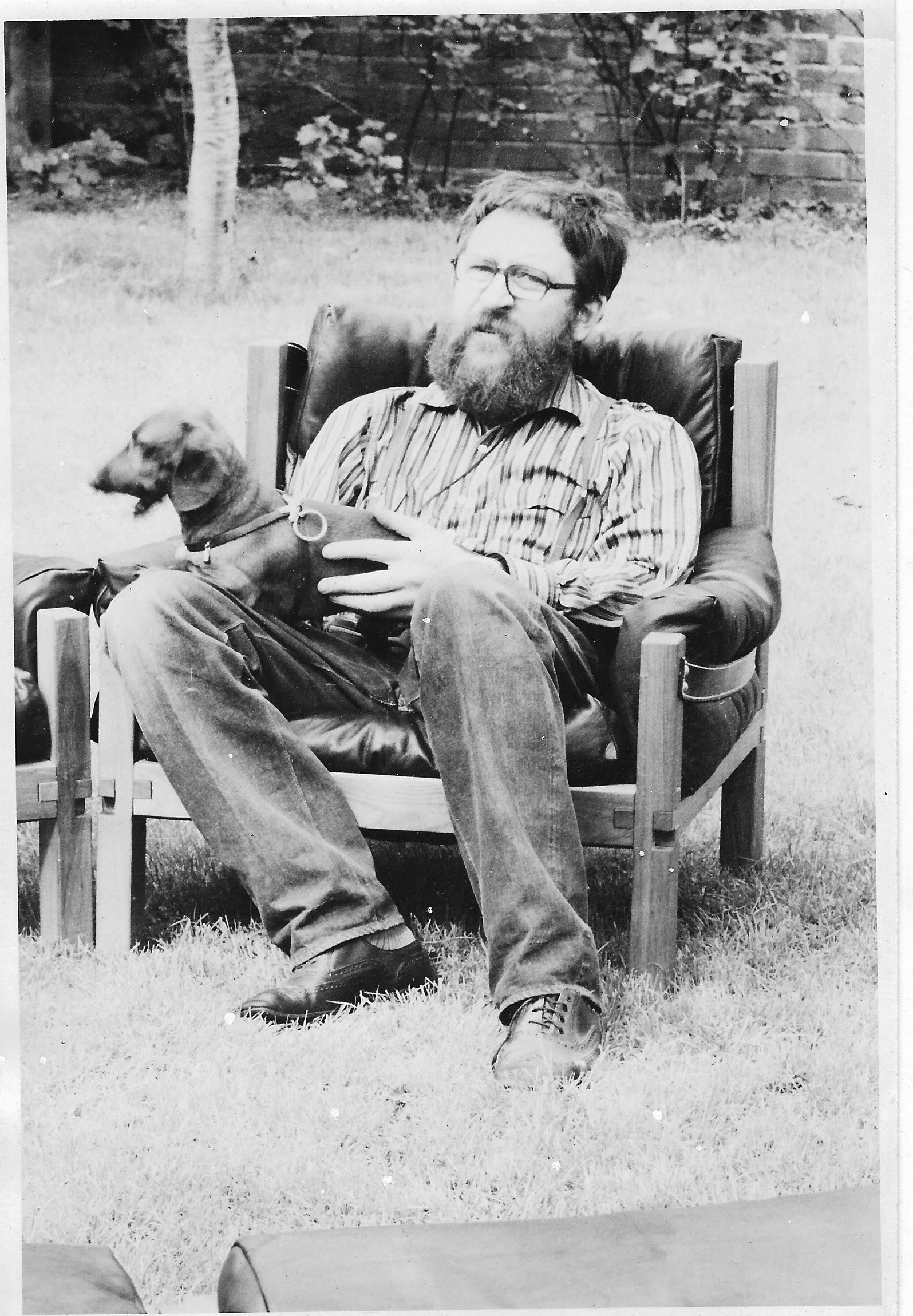
Pierre Chapo auf dem Sessel S15

Pierre Chapo (* 23. Juli 1927 in Paris; † Januar 1987) war ein französischer Möbeldesigner und Kunstschreiner.

## Biographie
Pierre Chapo interessierte sich in seiner Jugend zunächst für Malerei. Erst die Begegnung mit einem Schiffsbauer weckte in ihm das Interesse für den Werkstoff Holz. Chapo studierte Architektur an der École nationale supérieure des beaux-arts de Paris.
Nach seinem Studium begab Pierre Chapo sich auf ausgedehnte Reisen. Er besuchte Skandinavien und Mittelamerika und absolvierte einen einjährigen Arbeitsaufenthalt in den Vereinigten Staaten. Dort besuchte er unter anderem Taliesin West, ein Wohn- und Atelierhaus des Architekten Frank Lloyd Wright. Zurück in Paris, widmete er sich wieder der Schreinerei. Er fertigte Möbel aus Massivholz, vorzugsweise von Eiche, Ulme, Esche oder Teak, und versuchte, zeitgenössisches Design und traditionelle Fertigungstechniken miteinander in Einklang zu bringen. 
1958 eröffnete Chapo gemeinsam mit seiner Frau, der Malerin und Bildhauerin Nicole Lormier, die Galerie Chapo auf dem Boulevard de l’Hôpital in Paris. Über die Galerie erfolgte zunächst der exklusive Vertrieb von Chapos eigenen Möbelentwürfen. Darüber hinaus wurden dort auch Werke anderer Künstler und Handwerker gezeigt. So stellte Chapo dort etwa Möbel von Isamu Noguchi aus, mit dem ihn der gemeinsame organische Stil verband.
Bis 1967 erfolgte die Produktion der Möbel in Clamart bei Paris. Im Folgejahr übersiedelte die Familie Chapo nach Gordes in der Provence, wo Pierre Chapo die Chapo Gordes SA begründete. Unter Leitung von Pierres Sohn Fidel Chapo werden dort noch heute Möbel nach Pierres Entwürfen gefertigt und über eine Galerie vertrieben. Jedes Chapo-Objekt ist heute unterseitig mit einem Brandzeichen gelabelt.
Neben seiner praktischen Tätigkeit war Chapo auch in der Lehre tätig und hielt sowohl in Frankreich als auch darüber hinaus Vorträge über diverse Aspekte des Schreinerhandwerks.
1987 starb Pierre Chapo kurz vor seinem sechzigsten Geburtstag an den Folgen einer Amyotrophen Lateralsklerose.